# Adela Leonida-Paul
Adela Leonida-Paul (n. 7 aprilie 1890, Galați, România – d. 1928, București, România) a fost un medic oftalmolog român, primul specialist român care a utilizat curentul electric în tratamentul cataractei.

## Biografie
Adela Leonida s-a născut la Galați, fiind fiica ofițerului Atanase Leonida și a Matildei Leonida (născută Gill). Provenind dintr-o familie influentă din clasa de mijloc, ea a fost unul dintre cei 11 copii ai familiei. Printre frații și surorile ei au fost și o pionieră a ingineriei feminine, Elisa Leonida Zamfirescu, inginerul Dimitrie Leonida, sculptorul Gheorghe Leonida și pedagoga Natalia Leonida.
A făcut școala primară la Galați, apoi a urmat cursurile Liceului de fete „Regina Maria” din Capitală, unde directoare era sora ei, Natalia Leonida, și a Facultății de Medicină din București, pe care a terminat-o în 1916, în toiul Primului Război Mondial. Începând din anul al II-lea de facultate, este cooptată de clinica oftalmologică a profesorului Stănculescu, o somitate în domeniu în acea vreme.
În timpul Primului Război Mondial a fost repartizată la spitalul din Iași, unde l-a secondat pe medicul francez Dantrelle. Tot la Iași și-a susținut și doctoratul, cu teza Complicațiile tifosului exantematic la ochi.
După încheierea războiului a revenit la București, fiind numită directoare a orfelinatului de orbi „Vatra Luminoasă”. Pentru a-și ajuta elevii, a înființat în cadrul așezământului o tipografie cu ajutorul căreia a reprodus în sistem Braille manualele pentru clasele primare și de liceu. În 1920 se înființează Spitalul de ochi „Vatra Luminoasă”, iar Adela Leonida devine primul său director.
Solicitată de Regina Maria pentru o operație de cataractă, Adela Leonida-Paul a devenit medicul oftalmolog al Casei Regale a României.
A efectuat de-a lungul carierei peste 8.000 de operații oftalmice. Se stinge din viață la 21 iulie 1928, la numai 37 de ani. Potrivit presei interbelice, ar fi murit în urma complicațiilor suferite în urma unei operații la ficat.

## Legături externe
- Familia Leonida și societatea românească interbelică, autor: Monica Neațu
- Trista poveste a doctoriței geniale care a revoluționat oftalmologia. A fost medicul Casei Regale, iar moartea ei prematură a stârnit un imens scandal
- Adela Leonida Paul - Oftalmologie România
- Adela Leonida, medicul copiilor nevăzători de la Azilul Vatra Luminoasă